# Dermochrosia maculatissima
Dermochrosia maculatissima är en spindelart som beskrevs av Cândido Firmino de Mello-Leitão 1940. 
Dermochrosia maculatissima ingår i släktet Dermochrosia och familjen jättekrabbspindlar. Inga underarter finns listade i Catalogue of Life.